# Orsolya Zsovár
Orsolya Zsovár (Nagykanizsa, 28 giugno 1984) è un'ex cestista ungherese.

## Carriera
Con l'Ungheria ha disputato i Campionati europei del 2015.